# Luna Sea (álbum)
Luna Sea é o álbum de estreia auto-intitulado da banda japonesa de visual kei rock Luna Sea, lançado em 21 de abril de 1991 pela Extasy Records. Até julho de 1992, vendeu mais de 30 mil cópias.
Após a banda se reunir em 2010, o álbum foi regravado e relançado em 16 de março de 2011.

## Visão geral
Em um show em 11 de fevereiro de 1991 no Meguro Rock-May-Kan, a banda (até então chamada Lunacy) foi descoberta pelo guitarrista do X Japan, hide. Então, o baterista do X, Yoshiki, ofereceu ao grupo um contrato na sua gravadora independente Extasy Records. A banda alterou seu nome de Lunacy para Luna Sea e em março participou da turnê da Extasy, Nuclear Fusion Tour, com Gilles de Rais e Sighs of Love Potion. Sugizo afirmou que nesta época o grupo recebeu ofertas de contrato da maioria das grandes gravadoras.

## Produção
A foto de capa foi tirada no Parque Inokashira, com design e fotografia por Saori Tsuji. 
J e Sugizo afirmaram que a musicalidade do álbum foi influenciada pelo hardcore punk britânico e japonês, além de bandas como Dead End, King Crimson, Chaos UK, entre outras.
A faixa "Time is Dead" é uma versão reescrita de "Sexual Perversion" originalmente presente na fita demo Lunacy, de 1989. J conta que esta foi a primeira música que escreveu, quando Sugizo e Shinya ainda estavam se juntando a banda. "Cheguei à música original por tentativa e erro". "Shade" foi regravada de outra demo de 1989 também chamada Shade. "Kagirinaku Tōmei ni Chikai Burū" (限りなく 透明に 近い ブルー) é traduzido como "Azul Quase Transparente", que vem do título do romance Ryu Murakami. Uma versão mais longa e reformulada de "Moon" foi gravada e lançada no segundo álbum, Image. "Precious..." foi regravada para o álbum de compilação de 2000, Period -the Best Selection-. Merry também fez um cover desta canção no álbum de tributo ao Luna Sea de 2007 Luna Sea Memorial Cover Album -Re:birth-.

## Lançamento e recepção
O álbum auto intitulado foi lançado em 21 de abril de 1991 pela Extasy Records. Vendeu mais de 30 mil cópias até julho de 1992.
Em 2007, foi remasterizado por Ted Jensen e relançado pela Universal Music Group em 5 de dezembro. Esta edição acompanha com um DVD que contém vídeos promocionais ao vivo das canções "Moon" e "Precious...", que foram gravadas no Nippon Seinenkan em 19 de setembro de 1991. Esta versão alcançou a 123° posição na Oricon Albums Chart.

## Faixas
Todas as letras escritas por Ryuichi, exceto Shade, por J e Ryuichi. 
| N.º            | Título                                                                                              | Música         | Duração |  |
| 1.             | "Fate"                                                                                              | Sugizo         | 1:20    |  |
| 2.             | "Time is Dead"                                                                                      | J              | 4:15    |  |
| 3.             | "Sandy Time"                                                                                        | Inoran         | 4:55    |  |
| 4.             | "Branch Road"                                                                                       | Sugizo         | 3:51    |  |
| 5.             | "Shade"                                                                                             | J              | 3:46    |  |
| 6.             | "Blue Transparency Kagirinaku Tōmei ni Chikai Burū" (BLUE TRANSPARENCY 限りなく 透明に 近い ブルー) | Inoran         | 3:43    |  |
| 7.             | "The Slain"                                                                                         | J              | 4:34    |  |
| 8.             | "Chess"                                                                                             | Sugizo         | 3:05    |  |
| 9.             | "Moon"                                                                                              | Sugizo         | 4:41    |  |
| 10.            | "Precious..."                                                                                       | J              | 3:49    |  |
| Duração total: | Duração total:                                                                                      | Duração total: | 38:02   |  |

## Ficha técnica
Créditos retirados do encarte do álbum.
Luna Sea
- Ryuichi - vocal principal
- Sugizo - guitarra, violino
- Inoran - guitarra
- J - baixo
- Shinya Yamada - bateria

Produção
- Produção e arranjo: Luna Sea
- Engenharia: Yoshiaki Kondo, Takao Okimoto, Atsushi Tanaka
- Direção: Hattori, Makoto Ebina, Akihiro Nagasaka
- Design e fotografia: Saori Tsuji
- Coordenadora do figurino: Sayuri Chihara
- Cabeleireiro: Tetsuya Endo
- Roadies: Ippei Kuwabara, Seiji Noro, Atsushi Naito, Yosuke Narita, Kenichi Nanba

## Remasterização de 2011
Em 2011, a banda, com a mesma formação, regravou o álbum. A remasterização foi lançada em 16 de março de 2011 pela gravadora Avex Trax.
Quando questionados em entrevista com a Jame World por que eles escolheram regravar o álbum, Sugizo disse: "É como voltar às nossas origens. Depois de dez anos, temos que nos recriar e voltar a algo tão original e básico quanto o nosso primeiro álbum fez. É muito importante poder recuperar esse sentimento e recriá-lo com nossas habilidades atuais para mostrar como melhoramos ao longo dos anos." e Ryuichi acrescentou "A sonoridade que temos agora tem um sentimento semelhante ao nosso primeiro álbum."
Foi lançado em três edições: a regular, a limitada com um DVD com videoclipe de "Shade" que usa filmagens de seu show gratuito Lunacy Kurofuku Gentei Gig ~the Holy Night~ em 25 de dezembro de 2010 e a edição premium que inclui uma reprodução em fita cassete de seu demo de 1989 "Shade" e uma reprodução da camisa de suas turnês Under the New Moon Episode I-III de 1991.
A regravação alcançou o sexto lugar nas paradas da Oricon Albums Chart e permaneceu nas paradas por sete semanas.

### Faixas da remasterização de 2011
| N.º            | Título                                                                                              | Duração |  |
| 1.             | "Fate"                                                                                              | 1:25    |  |
| 2.             | "Time is Dead"                                                                                      | 4:32    |  |
| 3.             | "Sandy Time"                                                                                        | 5:15    |  |
| 4.             | "Branch Road"                                                                                       | 4:05    |  |
| 5.             | "Shade"                                                                                             | 4:24    |  |
| 6.             | "Blue Transparency Kagirinaku Tōmei ni Chikai Burū" (BLUE TRANSPARENCY 限りなく 透明に 近い ブルー) | 3:49    |  |
| 7.             | "The Slain"                                                                                         | 4:45    |  |
| 8.             | "Chess"                                                                                             | 3:16    |  |
| 9.             | "Moon" (versão do álbum Image)                                                                      | 7:55    |  |
| 10.            | "Precious..."                                                                                       | 4:29    |  |
| Duração total: | Duração total:                                                                                      | 43:55   |  |

### Ficha técnica
- Produção: Luna Sea
- Programação de teclado e efeitos sonoros: Daisuke "d-kiku" Kikuchi
- Engenharia de gravação e mixagem: Hitoshi Hiruma
- Engenharia de gravação: Kenichi Arai, Masaaki Tsuya (Kamome Studio), Tasumasa Yamashita, Akinori Kaizaki
- Engenharia assistentes de gravação: Yosuke Watanabe (Victor Studio), Junpei Ohno (Studio Sound Dali), Masayoshi Shinomiya (Studio Sound Dali), Tomotaka Saka (Wonder Station)
- Engenharia assistente de mixagem: Yujiro Yonetsu (Prime Sound Studio Form)
- Engenharia de masterização: Ted Jensen (Sterling Sound)
- Coordenação de masterização: Tsuyoshi Niwa (Sterling Sound)
- Engenharia de masterização adicional: Kazushige Yamazaki (Flair Mastering), Ayako Kawamoto (Flair Mastering)
- Direção de arte e design: Shizuka Aikawa (Avex Marketing Inc. )
- Fotografia: Yosuke Komatsu (Odd Job, Ltd. )
- Cabelo e maquiagem: Hirokazu Niwa (Maroonbrand), Hisako Araki (Octbre), Hiroshi Miyagi (Squash)
- Estilistas: Yohei Usami (bNm), Bun, Saori
- Produtores executivos: Masatoshi Sakanoue (Luna Sea Inc. ), Masato "Max" Matsuura (Grupo Avex)
- Tradução das letras para o inglês: Jessica Polichetti